# Yehór Yarmolýuk
Yehór Yarmolýuk (en ukrainien : Єго́р Ярмолю́к), né le 1er mars 2004 à Verkhnodniprovsk en Ukraine, est un footballeur ukrainien évoluant au poste de milieu offensif au Brentford FC.

## Biographie

### En club
Né à Verkhnodniprovsk en Ukraine, Yehór Yarmolýuk commence le football au Stal Kamianske avant d'être formé au FK Dnipro, puis par le SK Dnipro-1. Il joue son premier match en professionnel le 19 juin 2020, lors d'une rencontre de première division ukrainienne, face au Vorskla Poltava. Il entre en jeu à la place de Ihor Kohut (en) et son équipe est battue par deux buts à zéro.
Le 14 juillet 2022, Yehór Yarmolýuk rejoint le Brentford FC. Il signe un contrat de trois ans, soit jusqu'en juin 2025, avec une année supplémentaire en option. Il arrive tout d'abord dans l'optique de renforcer l'équipe réserve du club,.
Yarmolýuk joue son premier match avec l'équipe première de Brentford le 8 novembre 2022, lors d'une rencontre de coupe de la Ligue anglaise face au Gillingham FC. Il entre en jeu à la place de Frank Onyeka et son équipe est battue après une séance de tirs au but,.
Yarmolýuk fait sa première apparition en Premier League le 21 octobre 2023, face au Burnley FC. Il entre en jeu à la place de Mathias Jensen et son équipe s'impose par trois buts à zéro,.

### En sélection
Yehór Yarmolýuk représente l'équipe d'Ukraine des moins de 19 ans, jouant un total de huit matchs avec cette sélection et marque six buts.
Le 13 novembre 2020, Yehór Yarmolýuk joue son premier match avec l'équipe d'Ukraine espoirs contre Malte. Il entre en jeu à la place de Serhiï Bouletsa et son équipe s'impose par quatre buts à un.